# رويال ليوباردس
رويال ليوباردس هو فريق كرة القدم من سوازيلاند، يقع مقر الفريق في مدينة سيمونيا السوازيلاندية. وهو فريق الشرطة الملكي في البلاد.

## إنجازات الفريق
- الدوري السوازيلاندي : 3 مرات متتالية.

سنوات 2006 , 2007 , 2008
- كأس سوازيلاندا : مرتين .

سنوات 2007 , 2011 .
- كأس الخيري بسويزيلاندا : مرة واحدة .

سنة 2006
- كأس السوق الخيرية السوازيلاندي :

سنة 2004

## المشاركات الإفريقية
- دوري أبطال أفريقيا لكرة القدم : الظهور ثلاث مرات .
- 2007 الخروج من الدور الأول .
- 2008 الخروج من الدور الأول .
- 2009 الخروج من الدور الأول .
- كأس الاتحاد الأفريقي : الظهور مرة واحدة .
- 2012